# Робер Мандру
Робер Мандру (на френски: Robert Mandrou) е френски историк, инициатор заедно с Жорж Дюби за създаването на т.нар. „история на менталностите“. Представител е на второто поколение на френската Школа „Анали“.

## Биография
Робер Мандру се ражда на 31 януари 1921 г. в Париж в работническо семейство (майка му е шивачка, а баща му железничар). Получавайки стипендия, учи между 1932 и 1939 г. в средно училище в Сент Етиен. През Втората световна война отбива трудова повинност първо като работник в Брауншвайг, а след това като дървосекач в Харц. След края на войната, завръщайки се във Франция, продължава да учи, докато работи като училищен възпитател. През 1950 г. взима квалификация за преподавател. Между 1950 и 1954 г. преподава в лицея „Паскал“ в Клермон-Феран, а между 1954 и 1957 г. в лицея „Волтер“ в Париж. Заради туберкулоза е принуден да отсъства през учебната 1955 – 1956 година.
Един от членовете на квалификационната комисия на изпита за преподаватели е Фернан Бродел, който забелязва Мандру и впоследствие го запознава с Люсиен Февър. След преместването си в Париж през 1954 г. Мандру е поканен от Февър за секретар на списание „Анали“. За периода 1954 – 1962 г. публикува в списанието 17 статии и 40 рецензии. След смъртта на Февър заема мястото му в Практическото училище за висши изследвания (на френски: École pratique des hautes études, съкр. EPHE). През 1958 г. в съавторство с Жорж Дюби публикува труда „История на френската цивилизация“, който слага началото на нова посока във френската историография – историята на менталностите. През 1961 г. публикува книгата си „Франция от ранното Ново време, 1500 – 1640: Есе по историческа психология“, написана на основата на изследователския план и материали на Февър и на собствени 10-годишни проучвания. Заради конфликт с Фернан Бродел, по повод интелектуалното наследство на Люсиен Февър, през 1962 г. Мандру напуска списание „Анали“.
През 1968 – 1980 г. е професор в Университета Париж-X: Нантер. Пенсионира се по болест през 1980 г. Умира на 25 март 1984 г.